# Crab Orchard (Virgínia de l'Oest)
Crab Orchard és una concentració de població designada pel cens dels Estats Units a l'estat de Virgínia de l'Oest. Segons el cens del 2000 tenia 2.761 habitants.

## Demografia
Segons el cens del 2000, Crab Orchard tenia 2.761 habitants, 1.120 habitatges, i 807 famílies. La densitat de població era de 469,6 habitants per km².
Dels 1.120 habitatges en un 31,7% hi vivien nens de menys de 18 anys, en un 57,1% hi vivien parelles casades, en un 11,2% dones solteres, i en un 27,9% no eren unitats familiars. En el 24,5% dels habitatges hi vivien persones soles l'11,3% de les quals corresponia a persones de 65 anys o més que vivien soles. El nombre mitjà de persones vivint en cada habitatge era de 2,47 i el nombre mitjà de persones que vivien en cada família era de 2,92.
Per edats la població es repartia de la següent manera: un 23,1% tenia menys de 18 anys, un 9,4% entre 18 i 24, un 29% entre 25 i 44, un 24,6% de 45 a 60 i un 13,9% 65 anys o més.
L'edat mediana era de 37 anys. Per cada 100 dones de 18 o més anys hi havia 88,3 homes.
La renda mediana per habitatge era de 29.932 $ i la renda mediana per família de 35.172 $. Els homes tenien una renda mediana de 30.455 $ mentre que les dones 19.574 $. La renda per capita de la població era de 22.021 $. Entorn del 9,7% de les famílies i el 13,2% de la població estaven per davall del llindar de pobresa.

## Poblacions properes
El següent diagrama mostra les poblacions més properes.